# Nicolás Montero
Nicolás Francisco Montero Domínguez (Bogotá, 10 de febrero de 1966) es un actor colombiano de teatro y televisión. Fue Secretario de Cultura, Recreación y Deporte, de la ciudad de Bogotá, desde el 1 de enero de 2020 hasta 9 de agosto de 2022.

## Biografía
Nació en Bogotá el 10 de febrero de 1966. Se ha destacado por sus magníficas actuaciones tanto en obras de teatro como en películas y novelas televisivas.
Su primera actuación en televisión fue en Momposina.
Estuvo casado con la actriz venezolana Coraima Torres, tienen un hijo en común (Manú Montero Torres). 
Antropólogo de la Universidad de los Andes, en cuyo grupo de teatro se inició en 1985. Ha actuado en "La Comedia de las Equivocaciones". "Ubú Rey" y "De Como Kacha Aprendió el Arte de la Resurrección" estas son algunos ejemplos . Esta es su primera aparición profesional.

## Filmografía

### Televisión
| Año       | Título                                     | Personaje                      |
| --------- | ------------------------------------------ | ------------------------------ |
| 1993-1994 | Dulce ave negra                            |                                |
| 1994      | Momposina                                  | Mansferd                       |
| 1994      | Amor, amor                                 |                                |
| 1995      | Sueños y espejos                           | Jacobo Aragón                  |
| 1996-1997 | Hombres                                    | Julián Quintana                |
| 1998-1999 | La madre                                   | Javier Villegas                |
| 1999      | Francisco el Matemático                    | Miguel Valencia                |
| 1999      | El fiscal                                  | Miguel Valencia                |
| 2000      | Brujeres                                   | Julio                          |
| 2001-2002 | El informante en el país de las mercancías | Federico López                 |
| 2003-2004 | La costeña y el cachaco                    | Ricardo Segura                 |
| 2003-2004 | Amor a la plancha                          | Eduardo Zuleta                 |
| 2004      | Amor del bueno                             | Gustavo León                   |
| 2004-2005 | La viuda de la mafia                       | Carlos Alberto "Cabeto" Montes |
| 2006-2008 | La hija del mariachi                       | Javier Macías                  |
| 2007      | Tiempo final: Mano a mano                  | Mariano                        |
| 2008      | Novia para dos                             | Bernardo Rugeles               |
| 2008-2009 | Aquí no hay quien viva                     | Hector                         |
| 2009      | Cuarenta                                   | Julius                         |
| 2010      | Operación Jaque                            | Juan Carlos Lecompte           |
| 2010      | Un sueño llamado salsa                     | Rafael Velasco                 |
| 2011      | Amar y temer                               | Pascual Ordóñez                |
| 2012      | Escobar, el patrón del mal                 | Luis Carlos Galán Sarmiento    |
| 2013      | La selección                               | Luis Carlos Galán Sarmiento    |
| 2013      | La hipocondríaca                           | Pedro Pulido                   |
| 2015      | Tiro de gracia                             | Capitán Gaspar Acevedo         |
| 2015      | Esmeraldas                                 | Alejandro Guerrero (joven)     |
| 2016-2017 | La ley del corazón                         | Gustavo Morales                |
| 2018      | Garzón vive                                | Camilo Caballero               |
| 2019      | Más allá del tiempo                        | José María Villa               |
| 2023      | Emma Reyes: La huella de la infancia       | Germán Arciniegas              |
| 2024      | Rojo carmesí                               | Roberto Castañeda              |
| 2025      | MasterChef Celebrity                       | Participante                   |

## Cine
| Año  | Título                                          | Personaje                   |
| ---- | ----------------------------------------------- | --------------------------- |
| 1998 | Golpe de estadio                                | Capitán Tadeo Cruz / Carlos |
| 2000 | Diástole y sístole: Los movimientos del corazón |                             |
| 2003 | Tres hombres tres mujeres                       | Julio                       |
| 2004 | Colombianos, un acto de fe                      | "El Bebé"                   |
| 2008 | Los actores del conflicto                       |                             |
| 2018 | Pelucas y Rokanrol                              |                             |

## Teatro
- El método Gronholm
- Ubu Rey
- Sin límites
- Pequeños crímenes conyugales
- De cómo Kacha aprendió el arte de la resurrección
- La comedia de las equivocaciones
- Shakespeare enamorado
- No te vayas Charly

## Director de obras de teatro
- Respira (2025)
- Prima Facie (2024)
- Black Bird
- Closer, llevados por el deseo (2008)
- Cita a ciegas (2007)
- Tierra de diversiones (2005)
- Con el corazón abierto (2002)
- Oleanna (1999)

## Premios y nominaciones

### Premios India Catalina
| Año  | Categoría                                               | Telenovela o Serie         | Resultado                                   |
| ---- | ------------------------------------------------------- | -------------------------- | ------------------------------------------- |
| 2025 | Mejor Actor de reparto                                  | Emma Reyes                 | Nominado                                    |
| 2013 | Mejor actor de reparto de serie                         | Escobar: el patrón del mal | Nominado                                    |
| 2012 | Mejor actor antagónico de telenovela, serie o miniserie | Amar y temer               | Nominado                                    |
| 2000 | Mejor actor protagónico                                 | El Fiscal                  | Nominado                                    |
| 1997 | Mejor actor de reparto                                  | Hombres                    | Ganador, Compartido entre todos los Hombres |
| 1996 | Mejor actor protagónico                                 | Sueños y espejos           | Nominado                                    |
| 1995 | Mejor actor de reparto                                  | Momposina                  | Nominado                                    |

### Premios TVyNovelas
| Año  | Categoría                                    | Telenovela o Serie                         | Resultado |
| ---- | -------------------------------------------- | ------------------------------------------ | --------- |
| 2018 | Mejor actor antagónico de telenovela o serie | Garzón Vive                                | Nominado  |
| 2013 | Mejor actor de reparto de serie              | Escobar: el patrón del mal                 | Ganador   |
| 2012 | Mejor actor antagónico de telenovela         | Amar y temer                               | Nominado  |
| 2005 | Mejor actor de reparto                       | La viuda de la mafia                       | Nominado  |
| 2002 | Mejor actor protagónico de serie             | El informante en el país de las mercancías | Nominado  |
| 2000 | Mejor actor protagónico de serie             | El Fiscal                                  | Nominado  |
| 1996 | Mejor actor protagónico de serie             | Sueños y Espejos                           | Nominado  |

### Premios Talento Caracol
| Año  | Categoría     | Telenovela o Serie | Resultado |
| ---- | ------------- | ------------------ | --------- |
| 2012 | Mejor Actor   | Amar y temer       | Nominado  |
| 2012 | Mejor Villano | Amar y temer       | Nominado  |

### Premios Simón Bolívar
| Año  | Categoría   | Telenovela o Serie | Resultado |
| ---- | ----------- | ------------------ | --------- |
| 1997 | Mejor Actor | Hombres            | Nominado  |
| 1996 | Mejor Actor | Hombres            | Nominado  |
| 1995 | Mejor Actor | Sueños y Espejos   | Ganador   |

### Otros premios obtenidos
- 2 Premio ACPE a Mejor Actor (1996 y 1997) por (Sueños y espejos) Y (Hombres) respectivamente.
- Premio a Mejor Actor de cine colombiano en el Festival de Cine de Cartagena por la película Diástole y sístole: Los movimientos del corazón.